# Kościół Nawrócenia św. Pawła Apostoła w Poznaniu
Kościół Nawrócenia św. Pawła Apostoła – rzymskokatolicki kościół parafialny, zlokalizowany w centralnej części Osiedla Piastowskiego w jednostce obszarowej SIM Osiedle Piastowskie na Ratajach w Poznaniu. Od 2017 r. wielkopostny kościół stacyjny.

## Historia
15 czerwca 1983 abp Jerzy Stroba wydał dekret o organizacji parafii i budowie kościoła na os. Piastowskim. Pierwszym realizatorem tego przedsięwzięcia był ks. Tadeusz Magas, choć wcześniej pewne działania podjął już ks. Stefan Schudy - proboszcz kościoła św. Rocha (wówczas ten teren należał do tej parafii). W marcu 1985 Urząd Miejski zatwierdził projekt świątyni autorstwa prof. Jerzego Schmidta i inż. Tadeusza Mikuły. 2 maja 1988 rozpoczęto budowę kościoła (wcześniej postawiono m.in. część katechetyczną). 1 września 1989 erygowano lokalną parafię z ks. Magasem, jako proboszczem. 19 października 1994 odprawiono pierwszą mszę w nowym kościele (abp Stroba). 28 września 1997 świątynię konsekrował abp Juliusz Paetz. Po śmierci głównego projektanta projekt aranżacji wnętrz kontynuował Józef Jurek wykonując projekty m.in.: kolorystyki wnętrza i oświetlenia, gzymsu podstawy kopuły kaplicy, drzwi do zakrystii, chrzcielnicy, sedilii, ławek oraz opracowując koncepcję krzyża pasyjnego. W 2000 wykonano małą architekturę wokół obiektu. W marcu 2001 zainstalowano witraż w prezbiterium (autor: Marcin Czeski). 28 września 2008 oddano do użytku stacje drogi krzyżowej, zaprojektowane przez Wiesława Koronowskiego, autora m.in. pomnika Karola Marcinkowskiego przy I LO.

## Architektura
Świątynia reprezentuje trendy postmodernistyczne – jest kompilacją kilku, mocno zróżnicowanych brył, luźno związanych z formami sztuki romańskiej. Wnętrze jest częściowo olicowane cegłami klinkierowymi. Nad ołtarzem znajduje się witraż, wyeksponowany partią wyróżnioną białym tynkiem. Kościół otoczony terenem zielonym o charakterze wypoczynkowym (ławki).
Według Marcina Libickiego kościół jest atrakcyjny architektonicznie ze względu na połączenie różnych materiałów i strzelistość pionowych elementów założenia.

## Osobliwości
- siedem krzyży wyeksponowanych w specjalnej gablocie. Krzyże te skonfiskowała SB z Zarządu Regionu NSZZ Solidarność w Poznaniu w dniu ogłoszenia stanu wojennego (13 grudnia 1981). Oficer SB przekazał je do Urzędu Miejskiego i nakazał spalenie. Polecenia nigdy nie wykonano. Po latach krzyże odnaleziono i w 2001 Ryszard Grobelny, prezydent Poznania, przekazał je na ręce przewodniczącego Zarządu Regionu Solidarności – Bogdana Klepasa, a ten z kolei, złożył je w darze kościołowi,
- urna z ziemią z grobu bł. Jerzego Popiełuszki, umieszczona w niszy ściennej w dniu 19 października 2004, w 20. rocznicę męczeńskiej śmierci księdza Popiełuszki (metalowy tubus),
- tablica pamiątkowa o treści: Rok Świętego Pawła / 29 VI 2008-2009 / Kościół Jubileuszowy, z wizerunkiem Biblii, łańcucha i miecza.

## Otoczenie
Za kościołem roztaczają się tereny zielone Parku Nad Wartą. Stoi tu m.in. rzeźba Kompozycja – Otwieranie Zuzanny Pawlickiej.

## Galeria zdjęć

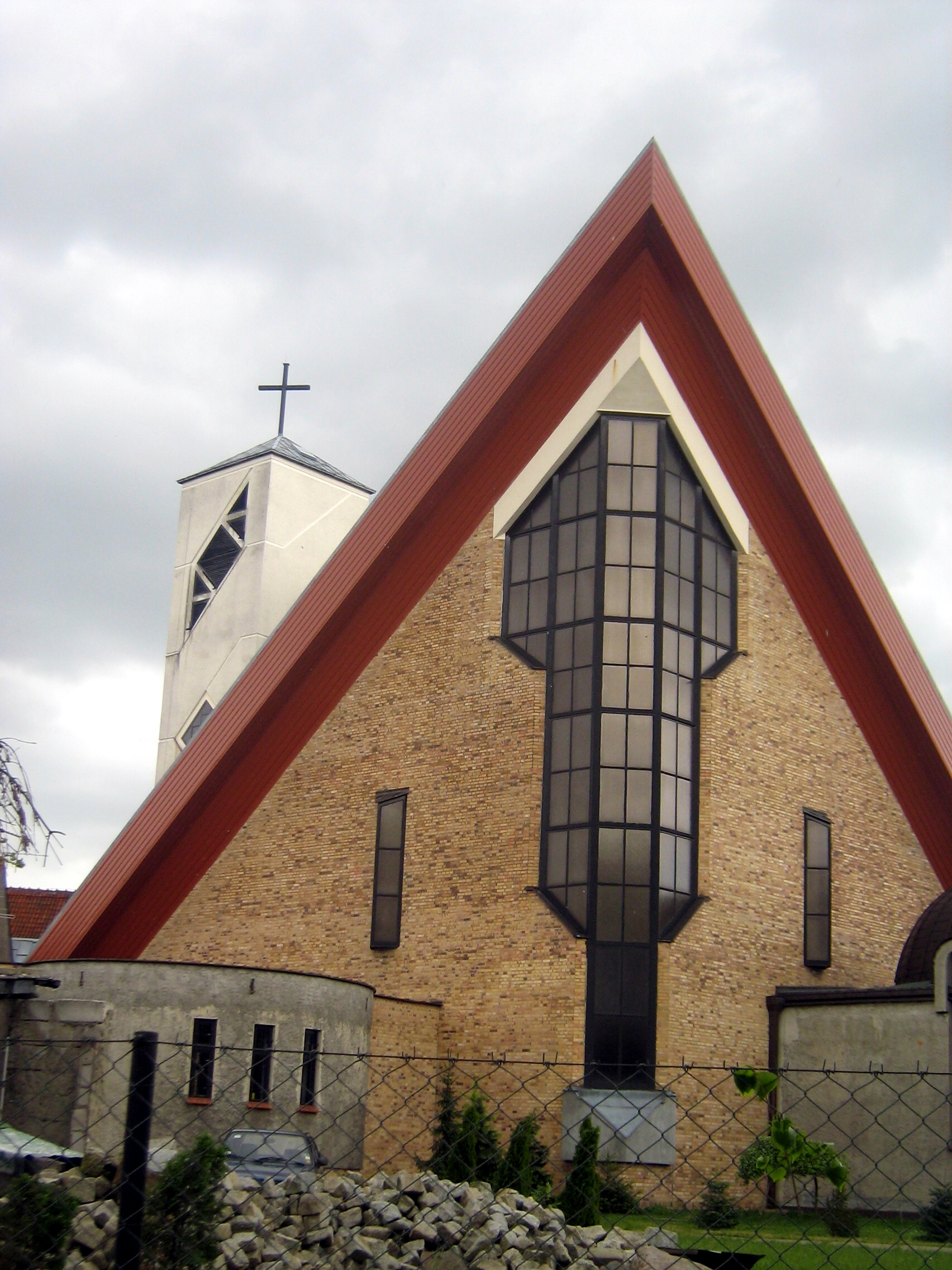
Widok kościoła od strony Parku nad Wartą (2007)
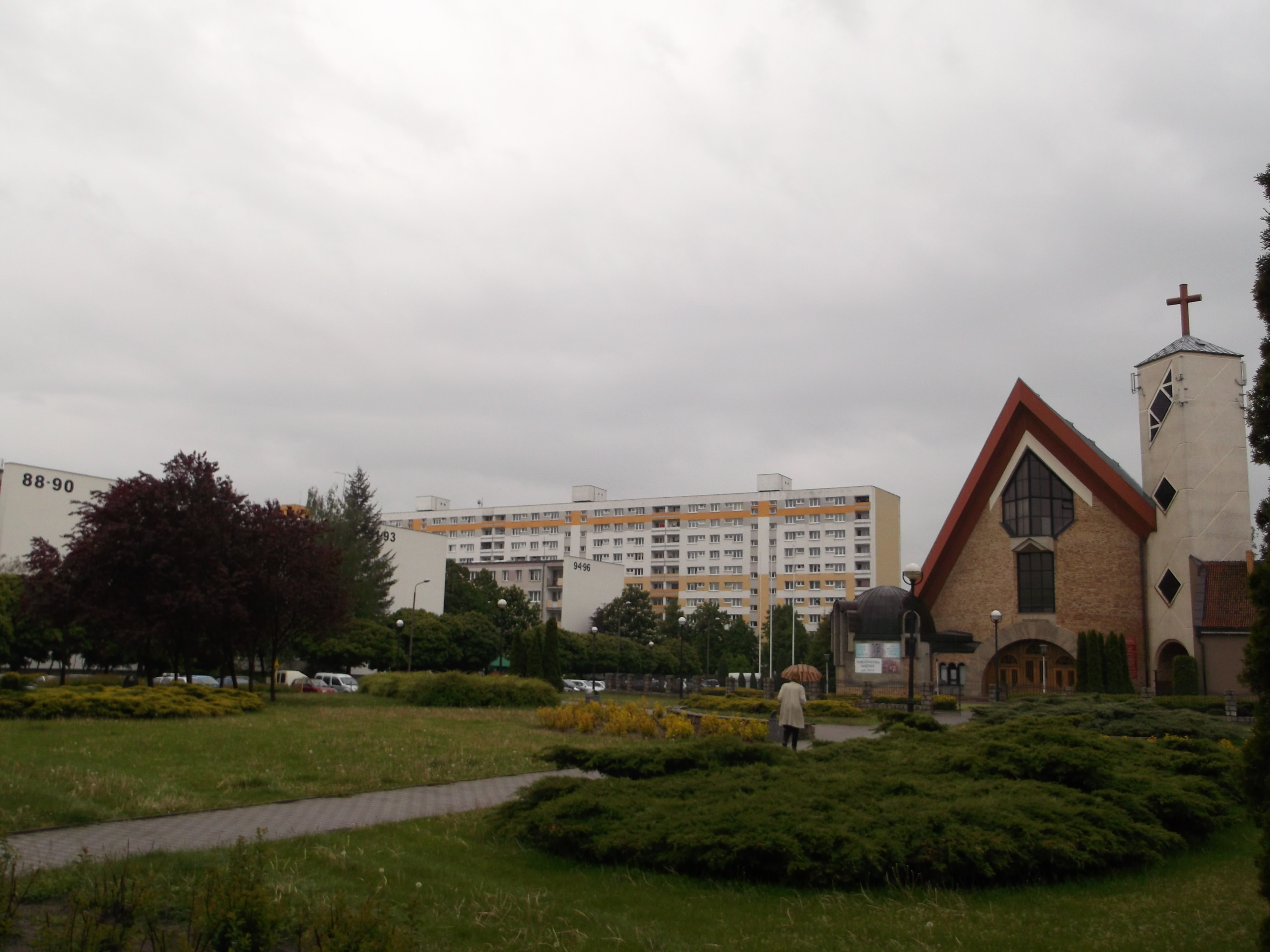
Zielone tereny wypoczynkowe otaczające kościół (2016)